# Односи Србије и Чилеа
Односи Србије и Чилеа су инострани односи Републике Србије и Републике Чилеа.

## Билатерални односи
Дипломатски односи са Чилеом првобитно успостављени 1935. године, обновљени су 1946. године. Након прекида у два наврата, 1947. и 1973. године, последњи пут су обновљени марта 1990. године.
Чиле је гласао против пријема Косова у УНЕСКО 2015.

### Политички односи
Министар спољних послова Иван Мркић је у оквиру делегације Републике Србије предвођене Председником Републике Томиславом Николићем присуствовао Самиту CELAC-EУ у Сантјагу, 26-27. јануара 2013. године, којом приликом је остварен сусрет са Председником Републике Себастијаном Пињером.

### Економски  односи
- У 2020. години реализован је извоз у вредности од 9,8 милиона и увоз у вредности од 6,4 милиона америчких долара.
- У 2019. укупно је извезено робе вредне 5,1 милион, а извезено за 4,1 милион УСД.
- У 2018. години реализован је извоз у вредности од 3,9 милиона и увоз у вредности од 2,6 милиона америчких долара.[2][3]

### Некадашњи дипломатски представници у Чилеу
- Мирјана Котлајић, амбасадор, 2024—[4]
- Фране Крнић, амбасадор, 1990—1992.
- Мирослав Креачић, амбасадор, 1973—
- Радомир Радовић, амбасадор, 1969—1973.
- Мориц Романо, амбасадор, 1965—1969.
- Бранко Карађоле, амбасадор, 1962—1965
- Фауст Љуба, амбасадор, 1958—1962.
- Драгутин Ђурђев, посланик, 1954—1958.
- Лазар Лилић, посланик, 1951—1954.
- Ђуро Коломбатовић, отправник послова, —1941. а потом и посланик, 1941—1944.[5]
- Филип Добречић, посланик, 1939.

### Некадашњи дипломатски представници у Београду
- Агустин П. Гарсиа, амбасадор
- Серхио С. Баамонде, амбасадор
- Даниел Б. Санчез, амбасадор
- Мигел Серано, амбасадор, 1962—1964.
- Рикардо Боизард, посланик, 1951—1952.
- Естеван Ивовић, посланик, до 1941.[6]
- Оскар Гарсез-Силва, посланик[7]